# Zhanghua (köpinghuvudort i Kina, Sichuan Sheng, lat 32,15, long 106,19)
Zhanghua (kinesiska: 张华) är en köpinghuvudort i Kina. Den ligger i provinsen Sichuan, i den sydvästra delen av landet, omkring 260 kilometer nordost om provinshuvudstaden Chengdu. Antalet invånare är 10 020. Befolkningen består av 5 085 kvinnor och 4 935 män. Barn under 15 år utgör 19,0 %, vuxna 15-64 år 66 %, och äldre över 65 år 13,0 %.
Runt Zhanghua är det tätbefolkat, med 343 invånare per kvadratkilometer. Närmaste större samhälle är Jiachuan, 7,4 km norr om Zhanghua. I omgivningarna runt Zhanghua växer i huvudsak blandskog.
Genomsnittlig årsnederbörd är 1 312 millimeter. Den regnigaste månaden är juli, med i genomsnitt 346 mm nederbörd, och den torraste är december, med 2 mm nederbörd.